# Керманшах (остан)
Керманша́х (перс. كرمانشاه — Kermânšâh; курд. Kirmaşan, у 1979—1990 — Бахтаран) — одна з тридцяти провінцій (останів) Ірану, межує з Іраком.
Населення — близько 2 млн осіб. Столиця — Керманшах (800 тис.), інші великі міста — Ісламабаде-Герб (90 тис.), Харсін (52 тис.), Кангавар (50 тис.), Сонкор (45 тис.), Джаванруд (44 тис.), Сахно (35 тис.), Сарполь-Захаб (35 тис.), Паве (20 тис.), Кайханшехр (20 тис.), Гілані-Герб (20 тис.), Равансар (17 тис.), Касре-Ширін (16 тис.).